# Studio Fredman
Koordinaten: 57° 33′ 23″ N, 12° 32′ 20,1″ O

Logo des Studio Fredmans

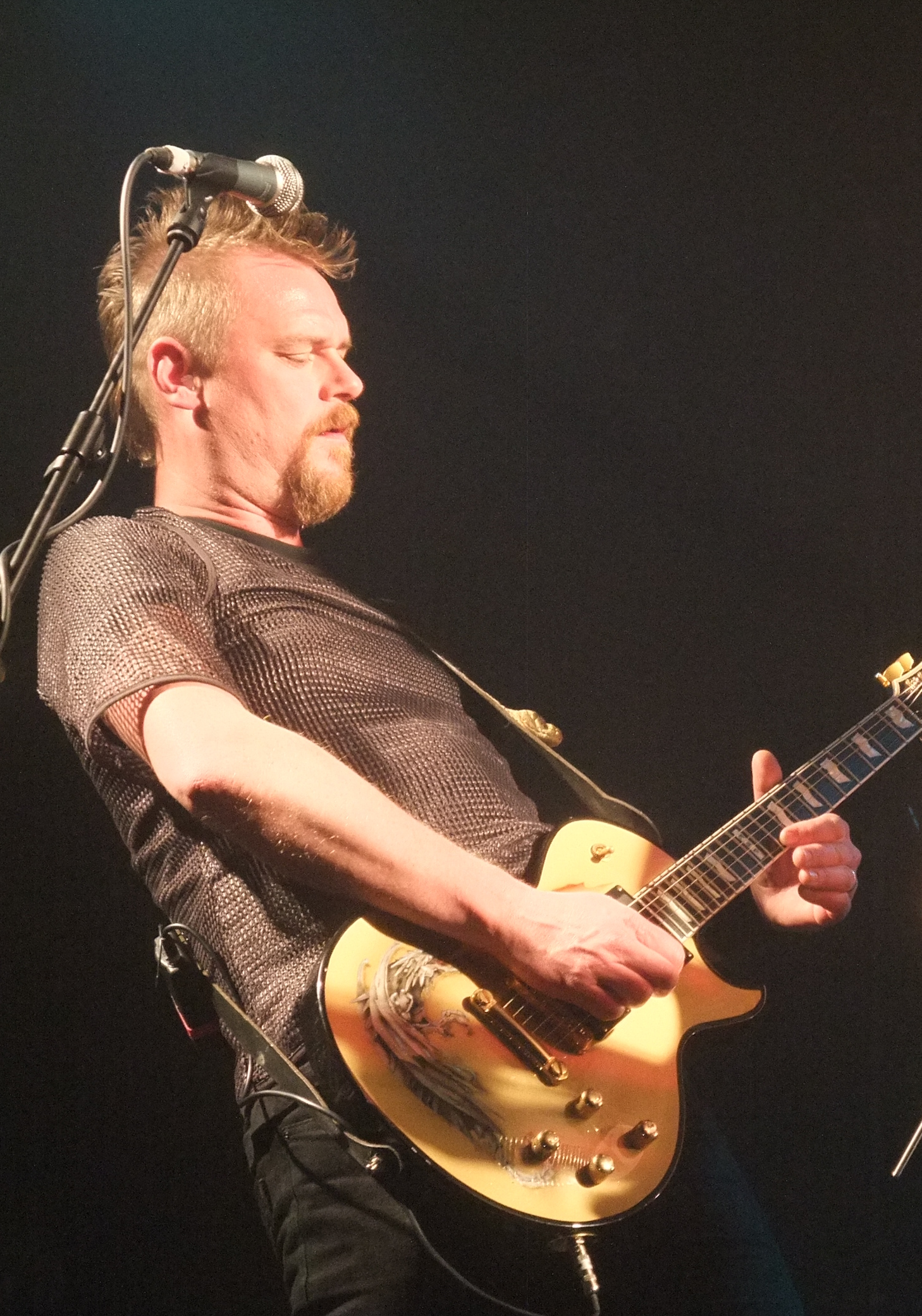
Gründer und Besitzer Fredrik Nordström (hier live mit seiner Band Dream Evil)

Das Studio Fredman ist ein schwedisches Musikstudio. Es liegt in Hyssna, in der südwestschwedischen Gemeinde Mark, rund 40 km südöstlich von Göteborg. Es ist auf Aufnahmen und Abmischung spezialisiert und wird von Fredrik Nordström und Henrik Udd betrieben. Die Hauptkundschaft besteht aus Metal-Bands.

## Geschichte
Das Studio Fredman wurde 1990 durch Fredrik Nordström in Göteborg gegründet. Seit 2004 wird er von Henrik Udd als Produzent unterstützt, der nebenher bis 2007 an der Universität von Piteå Audio Engineering studiert hatte. Im Jahr 2005/2006 kaufte die Band In Flames Norström die Studioräumlichkeiten ab und gründete darin das IF Studio. Das Studio Fredman wurde daraufhin in den Folgejahren im mittelschwedischen Ort Arboga betrieben. Nach Abschluss seines Studiums im Jahr 2007 wurde Udd fest als Mitarbeiter angestellt. Ein Jahr später, 2008, wurde das Studio wieder in die Nähe von Göteborg verlegt, in den 600 Einwohner zählenden Ortsteil Hyssna der Gemeinde Mark.

## Bekannte Kunden und Werke
Im Studio Fredman nahmen schon viele Größen der schwedischen und internationalen Metal-Szene Alben auf. Die folgende Tabelle gibt eine Auswahl bedeutender Alben wieder, die im Studio Fredman aufgenommen wurden.
| VÖ-Jahr | Band                    | Album                                                                               | Prozess                                      |
| ------- | ----------------------- | ----------------------------------------------------------------------------------- | -------------------------------------------- |
| 1994    | Nifelheim               | Nifelheim                                                                           | Aufnahmen                                    |
| 1994    | Luciferion              | Demonication (The Manifest)                                                         | Aufnahmen                                    |
| 1994    | In Flames               | Lunar Strain                                                                        | Aufnahmen, Abmischung und Mastering          |
| 1995    | Dark Tranquillity       | Of Chaos and Eternal Night                                                          | Aufnahmen (Titel 1–3)                        |
| 1995    | In Flames               | Subterranean                                                                        | Aufnahmen und Abmischung                     |
| 1995    | At the Gates            | Slaughter of the Soul                                                               | Aufnahmen und Abmischung                     |
| 1995    | Dark Tranquillity       | The Gallery                                                                         | Aufnahmen und Abmischung                     |
| 1996    | In Flames               | The Jester Race                                                                     | Aufnahmen und Abmischung                     |
| 1996    | Dark Tranquillity       | Enter Suicidal Angels                                                               | Aufnahmen                                    |
| 1996    | Arch Enemy              | Black Earth                                                                         | Aufnahmen                                    |
| 1997    | Dark Tranquillity       | The Mind’s I                                                                        | Aufnahmen                                    |
| 1997    | Hammerfall              | Glory to the Brave                                                                  | Aufnahmen und Abmischung                     |
| 1997    | In Flames               | Whoracle                                                                            | Aufnahmen und Abmischung                     |
| 1998    | Arch Enemy              | Stigmata                                                                            | Aufnahmen und Abmischung                     |
| 1998    | Soilwork                | Steelbath Suicide                                                                   | Aufnahmen und Abmischung                     |
| 1998    | Hammerfall              | Heeding the Call                                                                    | Aufnahmen und Abmischung                     |
| 1998    | Opeth                   | My Arms, Your Hearse                                                                | Aufnahmen                                    |
| 1998    | Hammerfall              | Legacy of Kings                                                                     | Aufnahmen und Abmischung                     |
| 1999    | Arch Enemy              | Burning Bridges                                                                     | Aufnahmen und Abmischung                     |
| 1999    | Dark Tranquillity       | Projector                                                                           | Aufnahmen                                    |
| 1999    | Sinergy                 | Beware The Heavens                                                                  | Aufnahmen                                    |
| 1999    | In Flames               | Colony                                                                              | Aufnahmen und Abmischung                     |
| 1999    | Hammerfall              | I Want Out                                                                          | Aufnahmen                                    |
| 1999    | Opeth                   | Still Life                                                                          | Aufnahmen                                    |
| 2000    | Soilwork                | The Chainheart Machine                                                              | Aufnahmen                                    |
| 2000    | Spiritual Beggars       | Ad Astra                                                                            | Aufnahmen und Abmischung                     |
| 2000    | Dark Tranquillity       | Haven                                                                               | Aufnahmen                                    |
| 2000    | In Flames               | Clayman                                                                             | Aufnahmen und Abmischung                     |
| 2000    | Arch Enemy              | Burning Japan Live 1999                                                             | Abmischung                                   |
| 2001    | Soilwork                | A Predator's Portrait                                                               | Aufnahmen und Abmischung                     |
| 2001    | Opeth                   | Blackwater Park                                                                     | Aufnahmen                                    |
| 2001    | Dimmu Borgir            | Puritanical Euphoric Misanthropia                                                   | Aufnahmen und Abmischung                     |
| 2002    | Sinergy                 | Suicide by My Side                                                                  | Aufnahmen und Abmischung                     |
| 2002    | Arch Enemy              | Wages of Sin                                                                        | Aufnahmen und Abmischung                     |
| 2002    | Soilwork                | Natural Born Chaos                                                                  | Aufnahmen und Abmischung                     |
| 2002    | Dream Evil              | Dragon Slayer                                                                       | Aufnahmen und Abmischung                     |
| 2002    | Dark Tranquillity       | Damage Done                                                                         | Aufnahmen                                    |
| 2002    | Opeth                   | Deliverance                                                                         | Aufnahmen                                    |
| 2003    | Evergrey                | Recreation Day                                                                      | Abmischung                                   |
| 2003    | Dream Evil              | Evilized                                                                            | Aufnahmen und Abmischung                     |
| 2003    | Opeth                   | Damnation                                                                           | Aufnahmen                                    |
| 2003    | Soilwork                | Figure Number 5                                                                     | Aufnahmen (Gesang, Bass) und Abmischung      |
| 2003    | Darkest Hour            | Hidden Hands of a Sadist Nation                                                     | Aufnahmen                                    |
| 2003    | Dimmu Borgir            | Death Cult Armageddon                                                               | Aufnahmen und Abmischung                     |
| 2003    | Zyklon                  | Aeon                                                                                | Abmischung                                   |
| 2003    | Deathstars              | Synthetic Generation                                                                | Aufnahmen                                    |
| 2004    | Hellfueled              | Volume One                                                                          | Aufnahmen und Abmischung                     |
| 2004    | Dark Tranquillity       | Exposures – In Retrospect and Denial                                                | Aufnahmen und Abmischung (CD I: Titel 1–7)   |
| 2004    | Dark Tranquillity       | Lost to Apathy                                                                      | Schlagzeugaufnahmen (Titel 1) und Abmischung |
| 2005    | Dark Tranquillity       | Character                                                                           | Schlagzeugaufnahmen und Abmischung           |
| 2005    | Nightrage               | Descent into Chaos                                                                  | Aufnahmen und Abmischung                     |
| 2005    | Spiritual Beggars       | Demons                                                                              | Aufnahmen                                    |
| 2005    | Old Man’s Child         | Vermin                                                                              | Aufnahmen und Abmischung                     |
| 2005    | Hellfueled              | Born to Rock                                                                        | Aufnahmen                                    |
| 2006    | Norther                 | Till Death Unites Us                                                                | Aufnahmen und Abmischung                     |
| 2006    | Madder Mortem           | Desiderata                                                                          | Abmischung                                   |
| 2006    | Zyklon                  | Disintegrate                                                                        | Abmischung                                   |
| 2006    | Disarmonia Mundi        | Mind Tricks                                                                         | Abmischung                                   |
| 2006    | I Killed the Prom Queen | Music for the Recently Deceased                                                     | Aufnahmen und Abmischung                     |
| 2006    | Wolf                    | The Black Flame                                                                     | Aufnahmen                                    |
| 2006    | Dream Evil              | United                                                                              | Aufnahmen und Abmischung                     |
| 2006    | Samsas Traum            | Heiliges Herz – Das Schwert Deiner Sonne                                            | Aufnahmen und Abmischung                     |
| 2007    | Dimmu Borgir            | In Sorte Diaboli                                                                    | Aufnahmen und Abmischung                     |
| 2007    | Arch Enemy              | Rise of the Tyrant                                                                  | Aufnahmen und Abmischung                     |
| 2007    | Devian                  | Ninewinged Serpent                                                                  | Abmischung                                   |
| 2007    | Lyfthrasyr              | The Recent Foresight                                                                | Abmischung                                   |
| 2008    | Pain                    | Cynic Paradise                                                                      | Aufnahmen, Programmierung, Abmischung        |
| 2008    | Devian                  | God to the Illfated                                                                 | Aufnahmen und Abmischung                     |
| 2008    | Norther                 | N                                                                                   | Abmischung                                   |
| 2008    | Septic Flesh            | Communion                                                                           | Aufnahmen                                    |
| 2008    | Bring Me the Horizon    | Suicide Season                                                                      | Aufnahmen                                    |
| 2008    | Zonaria                 | The Cancer Empire                                                                   | Aufnahmen und Abmischung                     |
| 2009    | Old Man’s Child         | Slaves of the World                                                                 | Aufnahmen und Abmischung                     |
| 2009    | Feed Her to the Sharks  | The Beauty of Falling                                                               | Abmischung                                   |
| 2009    | Job For A Cowboy        | Ruination                                                                           | Abmischung                                   |
| 2010    | Dream Evil              | In the Night                                                                        | Aufnahmen und Abmischung                     |
| 2010    | Bring Me the Horizon    | There Is a Hell, Believe Me I’ve Seen It. There Is a Heaven, Let’s Keep It a Secret | Aufnahmen                                    |
| 2011    | Adept                   | Death Dealers                                                                       | Aufnahmen und Abmischung                     |
| 2011    | Confession              | The Long Way Home                                                                   | Aufnahmen und Abmischung                     |
| 2012    | Feed Her to the Sharks  | Savage Seas                                                                         | Aufnahmen und Abmischung                     |
| 2012    | Buried in Verona        | Notorious                                                                           | Aufnahmen und Abmischung                     |
| 2013    | Adept                   | Silence the World                                                                   | Aufnahmen und Abmischung                     |
| 2014    | I Killed the Prom Queen | Beloved                                                                             | Aufnahmen und Abmischung                     |
| 2014    | Architects              | Lost Forever // Lost Together                                                       | Aufnahmen und Abmischung                     |
| 2021    | Obscura                 | A Valediction                                                                       | Aufnahmen und Abmischung                     |